# 아멧

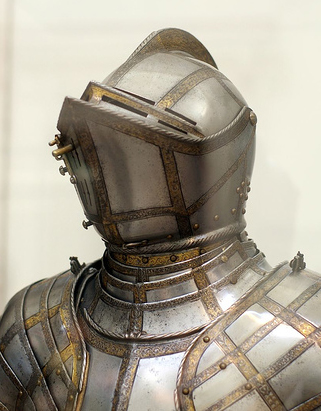
1587년 무렵 제작된 잉글랜드의 그리니치 판금갑에서 분실된 투구 부분을 데니얼 테이쳑스(Daniel Tachaux)가 1915년에 재현한 것. 목가리개와 뺨 부분에 고정쇠가 보인다.

아멧(영어: Armet)은 15세기에 개발된 투구이다. 이탈리아, 프랑스, 잉글랜드, 저지대 국가, 스페인, 그리고 헝가리 지역에서 광범위하게 사용되었다. 최초로 머리 전체를 감싸는 방식으로 만들어진 투구로서 조밀하고 가벼워서 착용이 쉬웠다. 특히 완전 무장한 맨앳암즈들이 즐겨 사용하였다.

## 출현

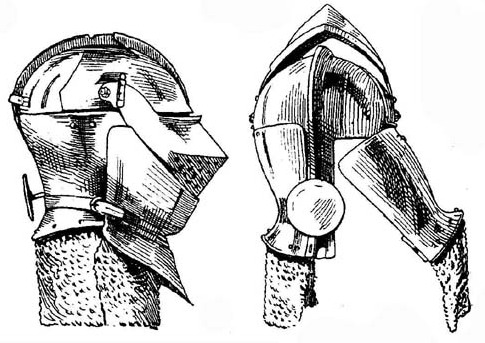
1490년 무렵 제작된 고전적인 아멧의 구조. 그림과 같이 경첩이 달려있고 조임쇠로 고정하게 되어 있었다. 왼쪽의 것은 레퍼가 보강된 상태이고 오른쪽은 경첩을 연 뒷모습이다. 아벤테일로 목 부분을 보강하였다.

머리 전체와 목부위까지 감싸는 형태인 아멧은 일부를 풀었다 잠그는 형태로 입고 벗었다. 전형적인 아멧은 네 부분으로 구성되었는데, 머리를 보호하는 부분과 두 부분으로 나뉘어 뺨을 보호하는 부분, 그리고 눈을 보호하는 바이저(Visor)가 그것이다. 바이저는 머리부위와 연결되어 별도로 올리고 내릴 수 있었다. 뺨을 보호하는 부분은 빠르게 여닫을 수 있도록 스프링 핀으로 고정하였다. 때로는 레퍼(wrapper, 감싸개)라고 불렀던 안면 보호를 보강하는 장치가 추가되기도 하였고, 원반 모양의 추가 보호 장치인 론델을 부착하는 경우도 있었다. 바이저는 아멧이 출현하기 이전에 제작되었던 바시넷과 같이 투구의 양쪽에 경첩으로 고정되어 가동이 가능하도록 하였다. 이러한 방식은 1520년 무렵까지 여전히 사용되었는데 이후 경첩 대신 피벗을 사용하여 더욱 단단히 고정할 수 있도록 하였다. 초기 아멧은 종종 갑옷과 안면 보호구 사이를 사슬로 제작한 아벤테일을 덧대어 보강한 형태로 제작되기도 하였다.
초기 아멧 가운데 남아있는 것으로는 1420년에 밀라노에서 제작된 것이 있다. 이탈리아의 초기 아멧은 이전의 투구 제작 방식과 다른 급격한 변화를 보였다. 머리를 보호하는 부분의 크기는 줄이고 뺨을 보호하는 부분은 크게 키워서 별도의 부품으로 제작한 뒤 경첩을 사용하여 연결하였다. 이를 보았을 때 아멧은 기존 형식을 진화시킨 것이 아니라 어느 갑옷제작자의 독창적인 발명품인 것으로 추정된다.

## 사용과 변화
아멧은 15세기 - 16세기 기간에 서유럽에서 전신 판금갑이 완성되었을 때 절정을 맞았다. 머리 전체를 감싸는 방식으로 착용자가 적의 타격으로부터 완전히 보호받을 수 있었다. 때때로 형태에 관계없이 머리 전체를 감싸는 투구를 아멧이라 부르기도 하지만 현대 학계에선 구성 부품과 제작방식의 차이에 따라 아멧과 클로즈 헬멧을 구분한다. 아멧은 뺨을 보호하는 두 개의 큰 부품이 머리 보호구와 경쳡으로 연결되지만, 클로즈 헬름은 머리를 보호하는 부분에 피벗으로 바이저와 비버(bevor, 턱받이)를 동시에 고정시킨다.
고전적인 아멧은 머리 뒷쪽으로 뒷목을 보호하는 부분이 이어져 있고 뺨을 보호하는 부분을 머리 부분에 경첩을 이용하여 수식으로 연결하였다. 1515년 무렵부터 독일에서는 여러 가지 변화를 준 아멧을 제작하기 시작하였는데 머리 부분을 더 아래까지 늘려서 귀를 덮을 수 있도록 하는 경우도 있었다. 뺨부위를 보호하는 부분도 목부위 보호구까지 내려오도록 길게 만들었다. 1525년 무렵 제작된 가장 품질이 좋은 잉글랜드의 그리니치 판금갑 역시 이러한 방식을 채용하였다. 1615년 제작된 그리니치 판급갑은 클로즈 헬멧처럼 바이저와 비버를 피벗으로 고정하였다. 이 시기 아멧은 목가리개 가장자리 윗쪽으로 투구의 아랫쪽 가장자리가 겹치도록 제작하였다. 이렇게 제작된 투구는 착용하고 머리를 돌리더라도 틈새가 드러나는 일이 없었다.
아멧은 많은 예술 작품의 소재가 되기도 하였다. 파올로 우첼로의 회화 산로마노 전투에서는 전투에 참여한 기병들이 모두 전신 판금갑옷과 함께 밀라노식 아멧을 쓰고 있다. 이로 보아 그림이 그려졌을 당시에는 이미 아멧이 투구의 일반적인 형태였음을 알 수 있다.
아멧은 이탈리아에서 가장 광범위하게 사용되었고, 서유럽 전역과 잉글랜드에서는 샐릿도 함께 사용되었다. 후기로 갈수록 독일지역에서는 샐릿이 더 널리 사용되었다. 아멧은 후일 클로즈 헬멧이 개발되는 바탕이 되었다.

## 참고 문헌
- Gravett, Christopher (2006) Tudor Kight. Osprey Publishing, London.
- Oakeshott, Ewart (1980) European Weapons and Armour. From Renaissance to the Industrial Revolution. Lutterworth Press ISBN 0-85115-789-0.
- Nickel, H, 편집. (1982). 《The Art of Chivalry : European arms and armor from the Metropolitan Museum of Art : an exhibition》. New York: The Metropolitan Museum of Art and The American Federation of Arts.